# نور آمانوس
نور آمانوس (به ارمنی: Նոր Ամանոս) یک روستا است در ارمنستان که در استان آراگاتسوتن واقع شده است.

## خصوصیات
نور آمانوس ۶۷۲ نفر جمعیت دارد و در ارتفاع  متر بالاتر از سطح دریا قرار گرفته است.